# Copa CONMEBOL 1994
Navigation
Édition précédente Édition suivante
La Coupe CONMEBOL 1994 est la troisième édition de la Copa CONMEBOL, qui est disputée par les meilleurs clubs des nations membres de la CONMEBOL non qualifiées pour la Copa Libertadores. Toutes les rencontres sont disputées en matchs aller et retour. La règle des buts marqués à l'extérieur en cas d'égalité à la fin du match retour n'est pas appliquée. Cette édition est disputée plus tardivement dans la saison que les années précédentes en raison de la tenue de la Coupe du monde durant l'été 1994.
Cette saison, la finale voit une nouvelle fois le sacre d'un club brésilien, São Paulo, qui bat les Uruguayens du CA Peñarol en finale. C'est le troisième titre international (en trois ans) du club brésilien alors que Peñarol joue sa dixième finale continentale, la deuxième consécutive en Coupe CONMEBOL. Le tenant du titre, Botafogo FR, est éliminé dès les huitièmes de finale.

## Huitièmes de finale
| Équipe 1                | Résultat      | Équipe 2                   | Aller | Retour |
| ----------------------- | ------------- | -------------------------- | ----- | ------ |
| Grêmio Porto Alegre     | 0 - 0 5-6 tab | São Paulo FC               | 0 - 0 | 0 - 0  |
| Minervén FC             | 1 - 1 5-4 tab | Botafogo FRT               | 1 - 1 | 0 - 0  |
| SC Corinthians          | 4 - 3         | EC Vitória                 | 3 - 2 | 1 - 1  |
| Club Sporting Cristal   | 3 - 1         | Club Deportivo El Nacional | 2 - 1 | 1 - 0  |
| Club Atlético Lanús     | 3 - 3 2-4 tab | San Lorenzo de Almagro     | 1 - 1 | 2 - 2  |
| CF Universidad de Chile | 9 - 1         | Oriente Petrolero          | 4 - 1 | 5 - 0  |
| CA Huracan              | 3 - 5         | Club Cerro Corá            | 1 - 4 | 2 - 1  |
| CA Peñarol              | 2 - 1         | Danubio FC                 | 2 - 0 | 0 - 1  |

## Quarts de finale
| Équipe 1               | Résultat | Équipe 2                | Aller | Retour |
| ---------------------- | -------- | ----------------------- | ----- | ------ |
| São Paulo FC           | 3 - 1    | Club Sporting Cristal   | 3 - 1 | 0 - 0  |
| Minervén FC            | 2 - 11   | SC Corinthians          | 2 - 5 | 0 - 6  |
| San Lorenzo de Almagro | 2 - 3    | CF Universidad de Chile | 1 - 0 | 1 - 3  |
| Club Cerro Corá        | 4 - 7    | CA Peñarol              | 3 - 1 | 1 - 6  |

## Demi-finales
| Équipe 1       | Résultat      | Équipe 2                | Aller | Retour |
| -------------- | ------------- | ----------------------- | ----- | ------ |
| CA Peñarol     | 3 - 1         | CF Universidad de Chile | 2 - 0 | 1 - 1  |
| SC Corinthians | 6 - 6 4-5 tab | São Paulo FC            | 3 - 4 | 3 - 2  |

## Finale
| Entraîneur :   |
| Muricy Ramalho |

| Entraîneur :   |
| Gregorio Pérez |

| Entraîneur :   |
| Muricy Ramalho |

| Entraîneur :   |
| Gregorio Pérez |

| Entraîneur :   |
| Gregorio Pérez |

| Entraîneur :   |
| Muricy Ramalho |

| Entraîneur :   |
| Gregorio Pérez |

| Entraîneur :   |
| Muricy Ramalho |